# Masdevallia carruthersiana
Masdevallia carruthersiana là một loài thực vật có hoa trong họ Lan. Loài này được F.Lehm. ex Kraenzl. mô tả khoa học đầu tiên năm 1925.